# Массанцаго
Массанцаго, Массанцаґо (італ. Massanzago, вен. Masanzago) — муніципалітет в Італії, у регіоні Венето, провінція Падуя.
Массанцаго розташоване на відстані близько 410 км на північ від Рима, 28 км на північний захід від Венеції, 20 км на північний схід від Падуї.
Населення — 6029 осіб (2014).
Щорічний фестиваль відбувається 26 серпня. Покровитель — S. Alessandro.

## Демографія
Населення за роками:

Станом на 1 січня 2023 року в муніципалітеті офіційно проживали 654 іноземці з 35 країн, серед них 301 громадянин країн Євросоюзу та 6 громадян України.

## Сусідні муніципалітети
- Боргорикко
- Кампозамп'єро
- Требазелеге
- Ноале
- Санта-Марія-ді-Сала